# Я есть Грут (мультсериал)
«Я есть Грут» (англ. I Am Groot) — американский короткометражный мультсериал, созданный Керстен Лепоре для стримингового сервиса Disney+, основанный на одноимённом персонаже Marvel Comics. В нём представлены персонажи из медиафраншизы «Кинематографическая вселенная Marvel» (КВМ). Производством занималась компания Marvel Studios Animation. Сериал состоит из двух сезонов по пять короткометражек, рассказывающих о приключениях Малыша Грута между событиями фильма «Стражи Галактики» (2014) и четвёртой сцены после титров фильма «Стражи Галактики. Часть 2» (2017). Лепор выступает главным сценаристом и режиссёром.
Вин Дизель повторяет свою роль Малыша Грута из фильмов КВМ, также в озвучке принял участие Брэдли Купер. «Я есть Грут» был анонсирован в декабре 2020 года. Производство фотореалистичной анимации началось в августе 2021 года, а Лепор была назначена режиссёром в ноябре 2021 года.
Премьера первого сезона «Я есть Грут» состоялась 10 августа 2022 года. Он стал частью Четвёртой фазы КВМ. Второй сезон вышел 6 сентября 2023 года, он стал частью Пятой фазы КВМ.

## Сюжет
Каждая короткометражка посвящена тому, как Малыш Грут отправляется в приключения по галактике с новыми и необычными персонажами, которые доставляют ему неприятности.

## Актёры и персонажи
- Вин Дизель — Малыш Грут:
Член Стражей Галактики, древовидный гуманоид[1][3]. Исполнительный продюсер Брэд Уиндербаум назвал Малыша Грута «неидеальным», тем, кто «не всегда делает правильный выбор, но учится на своих ошибках», добавив, что было «весело наблюдать за его провалами, и ещё веселее — за его успехами»[4]:1.
- Брэдли Купер — Ракета:
Член Стражей Галактики, сообщник Грута, генетически модифицированный енот, охотник за головами, мастер владения оружием и боевой тактики[5]. Режиссёр Керстен Лепоре[англ.] описала Ракету как «родителя, ругающегося» по отношению к Груту, но всё ещё являющегося его другом «с мягким сердцем», а Уиндербаум добавил, что Ракета чувствует ответственность за Грута как «родитель не по доброй воле»[4]:7.
- Джеффри Райт — Наблюдатель: Представитель инопланетной расы Наблюдателей, наблюдающий за Вселенной. Райт повторил свою роль из мультсериала «Что, если…?» (2021)[6][7].

Кроме того, Джеймс Ганн озвучивает наручные часы, а Тревор Деволл озвучивает Ивуа, инопланетянина-метаморфа, копирующего внешность Грута.

## Список серий
| Сезон | Серии | Серии | Даты показа     | Даты показа     |
| ----- | ----- | ----- | --------------- | --------------- |
| 1     | 5     | 5     | 10 августа 2022 | 10 августа 2022 |
| 2     | 5     | 5     | 6 сентября 2023 | 6 сентября 2023 |

### 1-й сезон (2022)
| № | Название                                    | Режиссёр       | Автор сценария | Дата премьеры   |
| --- | ------------------------------------------- | -------------- | -------------- | --------------- |
| 1 | «Groot’s First Steps» «Первые шаги Грута»   | Керстен Лепоре | Керстен Лепоре | 10 августа 2022 |
| Малыш Грут замечает трещину на своём горшке, что заставляет роботов заменить его на растение бонсай. Грут пытается избавиться от растения, пока не падает с ним на пол, в результате чего их горшки разбиваются, а Грут с трудом делает свои первые шаги. |                                             |                |                |                 |
| 2 | «The Little Guy» «Малыш»                    | Керстен Лепоре | Керстен Лепоре | 10 августа 2022 |
| После того, как инопланетные птицы разрушили башню Малыша Грута из веток, Малыш Грут находит под камнем маленьких инопланетян и играет с ними, но инопланетяне воспринимают это как нападение и дают отпор. Малыш Грут пугается, а на землю отлетает лист, который пришельцы считают своим источником пищи. Грут находит куст, чтобы дать пришельцам ещё листьев, но по возвращении случайно наступает на пришельцев.      |                                             |                |                |                 |
| 3 | «Groot’s Pursuit» «Преследование Грута»     | Керстен Лепоре | Керстен Лепоре | 10 августа 2022 |
| Проснувшись в квадранте Эклектора, Малыш Грут находит разбитый пузырёк и отслеживает пузырьковую жидкость из него по всему кораблю. Позже он встречает Ивуа, пришельца, меняющего облик, который выдаёт себя за Грута. Они танцуют, причём инопланетянин учит Малыша Грута, как правильно танцевать, однако Малыш Грут выбрасывает Ивуа через шлюз в открытый космос.                                                      |                                             |                |                |                 |
| 4 | «Groot Takes a Bath» «Грут принимает ванну» | Керстен Лепоре | Керстен Лепоре | 10 августа 2022 |
| Малыш Грут находит лужу с грязью и принимает в ней ванну. Позже он обнаруживает, что из-за грязи из него растут листья, и делает из них различные формы, что приводит к раздражению находящейся поблизости инопланетной птицы. Малыш Грут выливает грязь, так как листья сразу же отпадают. Пока инопланетная птица смеётся над ним, Малыш Грут обрезает её перья, чтобы использовать их в качестве шарфа.                 |                                             |                |                |                 |
| 5 | «Magnum Opus» «Великая работа»              | Керстен Лепоре | Керстен Лепоре | 10 августа 2022 |
| В квадранте Эклектора Малыш Грут собирает различные предметы, чтобы нарисовать Стражей Галактики, что впоследствии приводит к взрыву в одном из помещений корабля. Ракета находит Малыша Грута, пытающегося заделать взорвавшуюся дыру, и получает рисунок. В результате очередного взрыва Ракету чуть не выбрасывает из корабля, но его спасает Малыш Грут.В сцене после титров, рисунок Малыша Грута дрейфует в космосе. |                                             |                |                |                 |

### 2-й сезон (2023)
| № общий | № в сезоне | Название                                                    | Режиссёр       | Автор сценария | Дата премьеры   |
| --- | ---------- | ----------------------------------------------------------- | -------------- | -------------- | --------------- |
| 6 | 1          | «Are You My Groot?» «Ты мой Грут?»                          | Керстен Лепоре | Керстен Лепоре | 6 сентября 2023 |
| Малыш Грут, прогуливаясь по лесу, находит гнездо с яйцом. Из яйца вылупляется птенец и Малыш Грут начинает о нём заботится, подкармливая конфетами. Он всячески пытается уберечь птенца, однако постепенно он начинает его раздражать. Через некоторое время птенец с другими улетает на большой птице и Малыш Грут провожает его. |            |                                                             |                |                |                 |
| 7 | 2          | «Groot Noses Around» «Грут вынюхивает»                      | Керстен Лепоре | Керстен Лепоре | 6 сентября 2023 |
| На корабле Стражей Малыш Грут играет в игру, похожую на Street Fighter, однако у его джойстика кончается заряд. В поисках новых батарей Малыш Грут, порывшись в ящике с инструментами случайно нацепляет нос и начинает принюхиваться ко всему вокруг. Зайдя к себе в комнату, Малыш Грут замечает отвратительный запах и после этого выкидывает накладной нос, продолжая играть в игру. |            |                                                             |                |                |                 |
| 8 | 3          | «Grootʼs Snow Day» «Снежный день Грута»                     | Керстен Лепоре | Керстен Лепоре | 6 сентября 2023 |
| Корабль Стражей приземляется на заснеженную планету и перед этим Малыш Грут готовит себе горячий кофе. Он оставляет кофе и выходит на поверхность планеты. Развлекаясь со снегом, Малыш Грут строит снеговика и модифицирует его инструментами с корабля. Включив снеговика, тот оживает и нападает на Малыша Грута, после чего направляется на корабль. Переживая за кофе, Малыш Грут снежком попадает в часть ракеты внутри снеговика, из-за чего тот взрывается в воздухе. После этого Малыш Грут на железном листе отправляется на корабль. В сцене после титров Малыш Грут пробует свой кофе. Он оказывается слишком горячим, и Малыш Грут выкидывает его, попав им в Ракету.    |            |                                                             |                |                |                 |
| 9 | 4          | «Grootʼs Sweet Treat» «Сладость Грута»                      | Керстен Лепоре | Керстен Лепоре | 6 сентября 2023 |
| На корабле Малыш Грут замечает космическую станцию сладостей. Не имея денег, Малыш Грут пытается их достать. Уронив автомат с игрушками, Малыш Грут получает деньги, однако корабль улетает. Малыш Грут садится в челнок и получает мороженое, на полной скорости таранив станцию, уничтожая её, в результате чего его арестовывает Корпус Нова. |            |                                                             |                |                |                 |
| 10 | 5          | «Groot and the Great Prophecy» «Грут и великое пророчество» | Керстен Лепоре | Керстен Лепоре | 6 сентября 2023 |
| Зрителя приветствует Наблюдатель и объявляет, что он станет свидетелем пророчества, которое должен исполнить Малыш Грут и возродить Новую Эру с помощью Семени. В храме на отдалённой планете Малыш Грут избегает ловушки и увидев фреску о пророчестве рисует на ней, также потеряв свою игрушку, возмущая этим Наблюдателя. Тем временем Семени начинает угрожать поток лавы, однако Малыш Грут даже не думает его спасать. Заметив игрушку, что застряла в семени, Малыш Грут вытаскивает игрушку и сжигает Семя в лаве, из-за чего храм начинает разрушаться. Малыш Грут вылезает из-под обломков и улетает с планеты, прощаясь с Наблюдателем, чему последний сильно удивляется. |            |                                                             |                |                |                 |

## Производство

### Разработка
В декабре 2020 года президент Marvel Studios Кевин Файги анонсировал сериал «Я есть Грут», состоящий из короткометражных фильмов с Малышом Грутом в главной роли. К тому времени глава отдела Marvel Studios по телевидению, стримингу и анимации Брэд Уиндербаум выбрал Керстен Лепоре режиссёром короткометражек, в которых «почти нет диалогов»:2. Marvel Studios искали способ вернуть персонажа Малыша Грута после его появления в фильме «Стражи Галактики. Часть 2» (2017), считая, что существует «целая вселенная историй» с ним в таком виде. Они также вдохновлялись старыми короткометражками с участием Микки Мауса и Дональда Дака, называя это способом «обратиться к старому стилю повествования Disney». Лепор была объявлена режиссёром сериала в ноябре 2021 года, также став и главным сценаристом.
«Я есть Грут» состоит из пяти короткометражек, в общей сложности длящихся 15 минут:3. Файги, Луис Д’Эспозито, Виктория Алонсо, сценарист и режиссёр фильмов о Стражах Галактики Джеймс Ганн и Лепор выступают исполнительными продюсерами. В июле 2022 года началось производство дополнительных пяти короткометражек, описанных как второй сезон. Лепор сказала, что второй сезон будет «в том же духе», что и первый, и представит идеи, которые она не смогла включить в первый сборник короткометражек.

### Сценарий
Лепор вдохновлялась своим сыном и сказала, что сериал использует научно-фантастические элементы, чтобы показать обычные моменты из детства Грута. Во время работы она встретилась с Ганном, чтобы убедиться в правильности своего изображения Малыша Грута, которого Ганн назвал «плохим малышом». Лепор вдохновлялась также короткометражными мультфильмами «Looney Tunes» и комедийным стилем Бастера Китона, что понравилось Файги и Уиндербауму. Marvel Studios было проще создавать аниматики для «Я есть Грут», что позволило им «играть с частицами и… идеями», чтобы увидеть результат и обнаружить индивидуальность сериала.
В первой короткометражке, «Первые шаги Грута», Лепор хотела показать, как Грут вырос из своего горшка, и совместить это с идеей конкуренции Грута, живого дерева, с неживым деревом, что позволило ей развить физическую комедию Китона, «в которой всегда побеждает неанимироанный объект». Серия «Преследование Грута» родилась из мысли о том, как дети подражают друг другу, что может раздражать кого-то из них:6. Лепор хотела исследовать физические способности Грута, что привело к созданию эпизода «Грут принимает ванну». В нём Грут становится питомцем чиа, что даёт «большой простор для фантазии»:7.
Ганн сказал, что сериалу необязательно иметь связь с фильмами о Стражах, и назвал его «собственным каноном» в рамках Кинематографической вселенной Marvel (КВМ). Джошуа Мейер из /Film сравнил такой подход с серий короткометражных мокьюментари-фильмов «Команда Тора», которые он назвал «забавными апокрифами, не важными для непрерывности КВМ». Уиндербаум сказал, что действия сериала происходят между концовкой и одной из сцен после титров «Части 2», в которой появляется Грут-подросток, а Лепор добавила, что также показаны события, произошедшие между концовкой «Стражей Галактики» (2014) и началом «Стражей Галактики. Часть 2». В сериале не появляется никто из членов основного состава Стражей, кроме Ракеты, так как создатели хотели сконцентрироваться на Груте и «более подробном раскрытии его персонажа», параллельно показывая забавные элементы того, «чем он занимается, пока никто не видит», так как «в эти моменты он вляпывается в большинство неприятностей».

### Подбор актёров
В июне 2022 года было подтверждено, что Вин Дизель повторит свою роль Малыша Грута. Хотя изначально обсуждалась возможность заново использовать записи произнесённой Дизелем фразы «Я есть Грут», он всё же записал новые реплики для сериала. В следующем месяце стало известно, что Брэдли Купер повторит свою роль как актёр озвучки Ракеты в КВМ, а Ганн озвучит наручные часы. Тревор Деволл озвучивает Ивуа. Боб Берген, Терри Дуглас, Скотт Менвиль, Кейтлин Роброк, Фред Таташор, Кэри Уолгрен и Мэттью Вуд озвучивают роли второго плана.

### Дизайн
В сериале используется та же модель Малыша Грута, что была создана компанией Luma Pictures для «Части 2». Лепор понравилось создавать инопланетян, показанных в серии «Малыш», и искать способ показать их эмоции «с помощью всего лишь чёрных точек и ртов»:6. Также специально для сериала был разработан Ивуа, инопланетянина-метаморфа, способного принимать любое обличье, и Снут Пин Понго, белкоподобное существо, вдохновлённое Салациусом Крамбом из «Звёздных войн». Компания Perception создала названия для «Я есть Грут». Вступительная заставка Marvel Studios в сериале проматывается. Лепор хотела «очень дерзко» обойтись со вступительными титрами, а Уиндербаум добавил, что студия всегда искала способ сократить заставку. Творческому коллективу это понравилось, поскольку это помогло сохранить баланс хронометража без «полутора минут вступительных титров» и «ещё пяти минут финальных», а Лепор назвала это идеальным дизайном для Грута.

### Анимация
Сериал выполнен в стиле фотореалистичной анимации. Производство началось в августе 2021 года.

## Музыка
Даниэль Луппи выступает композитором всех десяти короткометражек мультсериала. Лепор выбрала Луппи из-за его прежней работы с электронными звуками, что помогло перевестись на желанный ей «странный» звук. Она добавила, что его музыка «звучит так, будто она выбралась из спагетти-вестерна с патиной той эпохи». Луппи использовал старые микрофоны, клавишные и прочие аналогичные инструменты, чтобы его музыка звучала «аутентично, более органично»:5—6. 4 августа 2022 года лейблы Marvel Music и Hollywood Records выпустили сингл, в котором были представлены композиции «Groot Bossa Nova» и «Groot Tuttifrutti».
Лепор хотел представить музыку из 1960-х и 1970-х годов и обращался к песням со всего мира, а не только из США, чтобы музыка отличалась от той, что была в фильмах «Стражи Галактики». Ему удалось получить лицензии на использование таких песен, как «In the Hall of the Mountain King» Рэймонда Скотта в серии «Первые шаги Грута», которая по мнению Лепор придаёт ей «весьма странный колорит, это ощущение космоса и раннего электро», «Ran Kan Kan» от Тито Пуэнте в «Преследовании Грута» и «You Can Get It If You Really Want» Джимми Клиффа в «Великой работе»:5.

## Маркетинг
Несколько кадров из мультсериала были показаны во время ежегодного собрания акционеров компании Disney в марте 2022 года в видеоролике с яркими моментами. Первый постер, объявляющий дату выхода, был показан 5 июня, что заставило сериал «немедленно [начать] набирать популярность в Интернете». Согласно чарту Variety «Trending TV», он набрал 231 000 взаимодействий пользователей, которые измеряются комбинацией твитов, ретвитов, лайков и хэштегов, что является вторым показателем за неделю с 30 мая по 5 июня после сериала «Очень странные дела» от Netflix. Marvel Studios совместно с Wonderful Pistachios и Framestore провели маркетинговую кампанию «Groot Gets Crackin'» (с англ. — «Грут получает трещины»), в рамках которой Грут был представлен в телевизионной рекламе, цифровых и социальных сетях, на ограниченной упаковке фисташек, а также на витринах магазинов до 31 августа. В рамках кампании 6 июня был выпущен 15-секундный телевизионный ролик. Билеты на посещение фильма «Avengers S.T.A.T.I.O.N.» в Лас-Вегасе были также разыграны среди покупателей, купивших фисташки в рамках кампании.
Короткометражный эпизод мультсериала под названием «Великая работа» дебютировал в кинотеатре «Эль-Капитан» перед отдельными показами фильма КВМ «Тор: Любовь и гром» (2022) с 18 по 24 июля. Короткометражный эпизод «Грут принимает ванну» был показан во время анимационной панели Marvel Studios на San Diego Comic-Con 22 июля, где Керстен Лепоре рассказала о серии, а также был выпущен официальный трейлер мультсериала. До премьеры были выпущены постеры к каждой из короткометражек.

## Релиз
Первый сезон «Я есть Грут» был выпущен на стриминговом сервисе Disney+ 10 августа 2022 года. Он стал частью Четвёртой фазы КВМ. Второй сезон вышел также на Disney+ 6 сентября 2023 года, и стал частью уже Пятой фазы КВМ.

## Отзывы
На агрегаторе рецензий Rotten Tomatoes «рейтинг свежести» мультсериала составляет 80 % со средней оценкой 7,3/10 на основе 5 отзывов.
Мэтт Фоулер из IGN поставил мультсериалу 7 баллов из 10 и сказал, что эпизоды «восхитительны как анимационное ответвление КВМ, но также содержат причудливый чёрный юмор благодаря вспыльчивости и склонности [Малыша] Грута к ударам». Фоулер отметил, что колючесть Грута была «спасительной милостью… поскольку в подобных короткометражках редко можно увидеть грубияна». Эндрю Уэбстер из The Verge назвал мультсериал «одним из лучших анимационных короткометражек на Disney+», считая, что короткометражки «весёлые и глупые». Уэбстер также сказал, что короткая продолжительность «работает хорошо — трюк не длится достаточно долго, чтобы перестать быть популярным». Уилсон Чепмен из Variety сказал, что «Я есть Грут» был «очаровательным, с быстрым темпом и — что редкость для потокового телешоу Marvel — полностью самодостаточным, без камео или декораций для другого шоу».